# Astragalus balearicus
El coixinet de monja  (Astragalus balearicus) es una planta de la familia de las leguminosas.

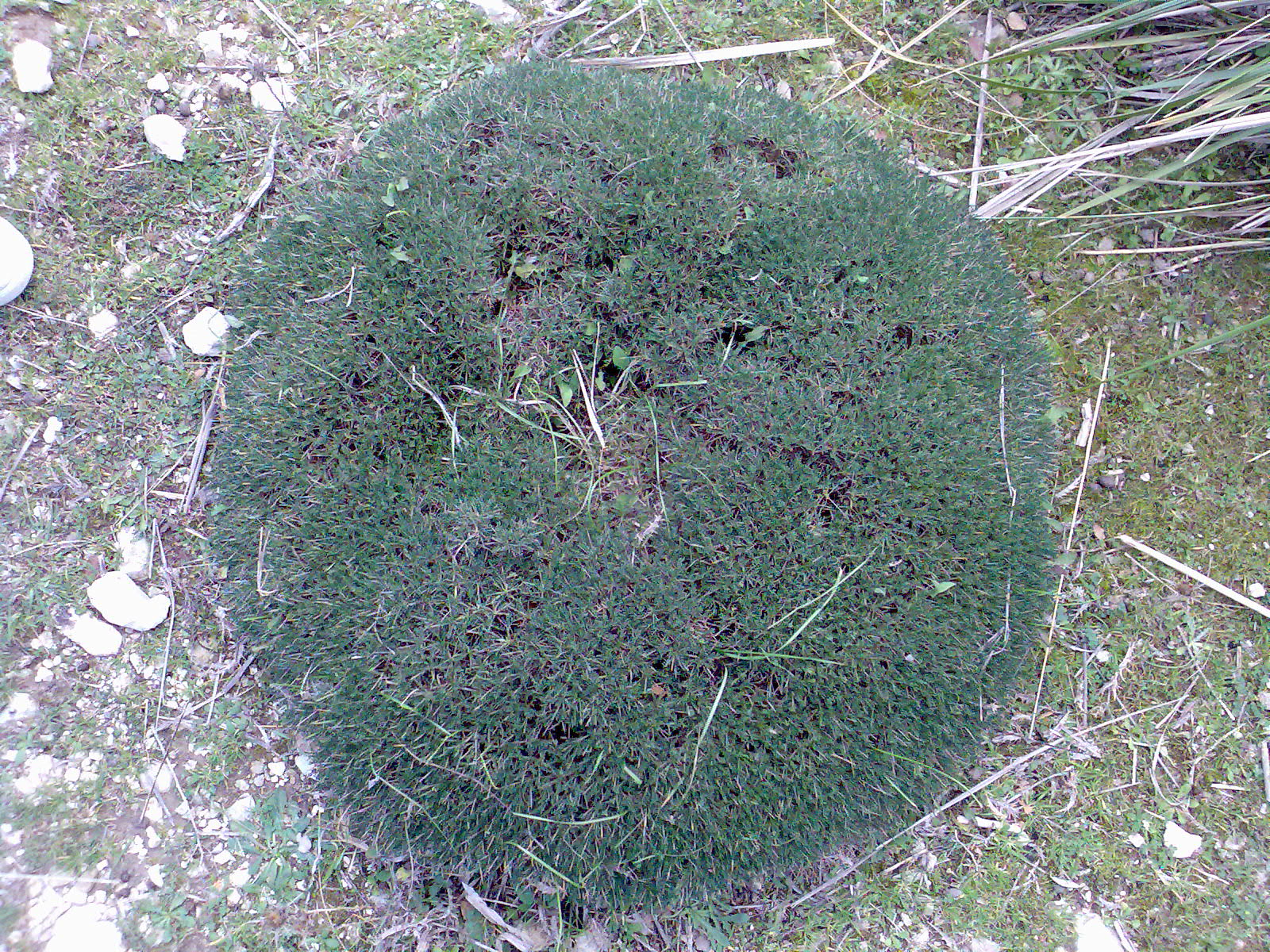
Vista de la planta

## Descripción
Mata densamente espinosa y de forma redondeada, tiene las hojas divididas en folíolos y con el tiempo el raquis se transforma en una espina. Parecido al Astragalus massiliensis pero con sólo 3-5 pares de folíolos y menos peludos. Flores de 10-13 mm de largo. Vaina de 7-9 mm de largo.

## Hábitat
Montañas, collados y zonas litorales expuestas al viento. Lugares secos y soleados en rellanos horizontales con suelo profundo. 

## Distribución
Endémica de las Islas Baleares. En las islas de Cabrera, Mallorca, Menorca y norte de la provincia de Alicante a partir de los 1000 m s. n. m.

## Taxonomía
Astragalus balearicus fue descrita por Arthur Oliver Chater y publicado en Feddes Repertorium 79(1–2): 51. 1968.
Citología
Números cromosomáticos de Astragalus balearicus  (Fam. Leguminosae) y táxones infraespecificos: 2n=16.
Etimología
Astragalus: nombre genérico derivado del griego clásico άστράγαλος y luego del Latín astrăgălus aplicado ya en la antigüedad, entre otras cosas, a algunas plantas de la familia Fabaceae, debido a la forma cúbica de sus semillas parecidas a un hueso del pie.
balearicus: epíteto geográfico que alude a su localización en las Islas Baleares.
Sinonimia
- Tragacantha balearica (Chater) Romo, Fl. Silvestres Baleares 140 (1994)
- Astragalus poterium auct.[4]